# Han & Hanneke
Han & Hanneke is een Nederlandse gagstrip, bedacht door het stripmakersduo Prutswerk (Gerrit de Jager en Wim Stevenhagen) en geschreven en getekend door Wim Stevenhagen. De hoofdpersoon Han Gewetensvim (een anagram van 'Wim Stevenhagen') verscheen al in eerdere publicaties van Prutswerk.

## Publicatie
Stevenhagen maakte de strip aanvankelijk voor het Schooltv-weekjournaal. Vanaf 1983 verscheen de strip in de krant De Waarheid. De strips zijn ook gepubliceerd in vier pocketboekjes en één verzamelalbum door uitgeverij Espee. In 1984 maakte Stevenhagen als wervingsmateriaal voor De Waarheid het boekje De Karavaan.
| Nummer | Titel                    | Uitgavejaar | Uitgeverij                 |
| ------ | ------------------------ | ----------- | -------------------------- |
| 1      | Hanneke en Han!          | 1983        | Espee                      |
| 2      | Een zwervend bestaan!    | 1984        | Espee                      |
| 3      | Ouwe koeien!!            | 1984        | Espee                      |
|        | De Karavaan              | 1984        | Reclameuitgave De Waarheid |
| 4      | 20.000 mijl in de stront | 1985        | Espee                      |
|        | Han & Hanneke            | 1985        | Espee                      |